# Uwe Jens Lornsen

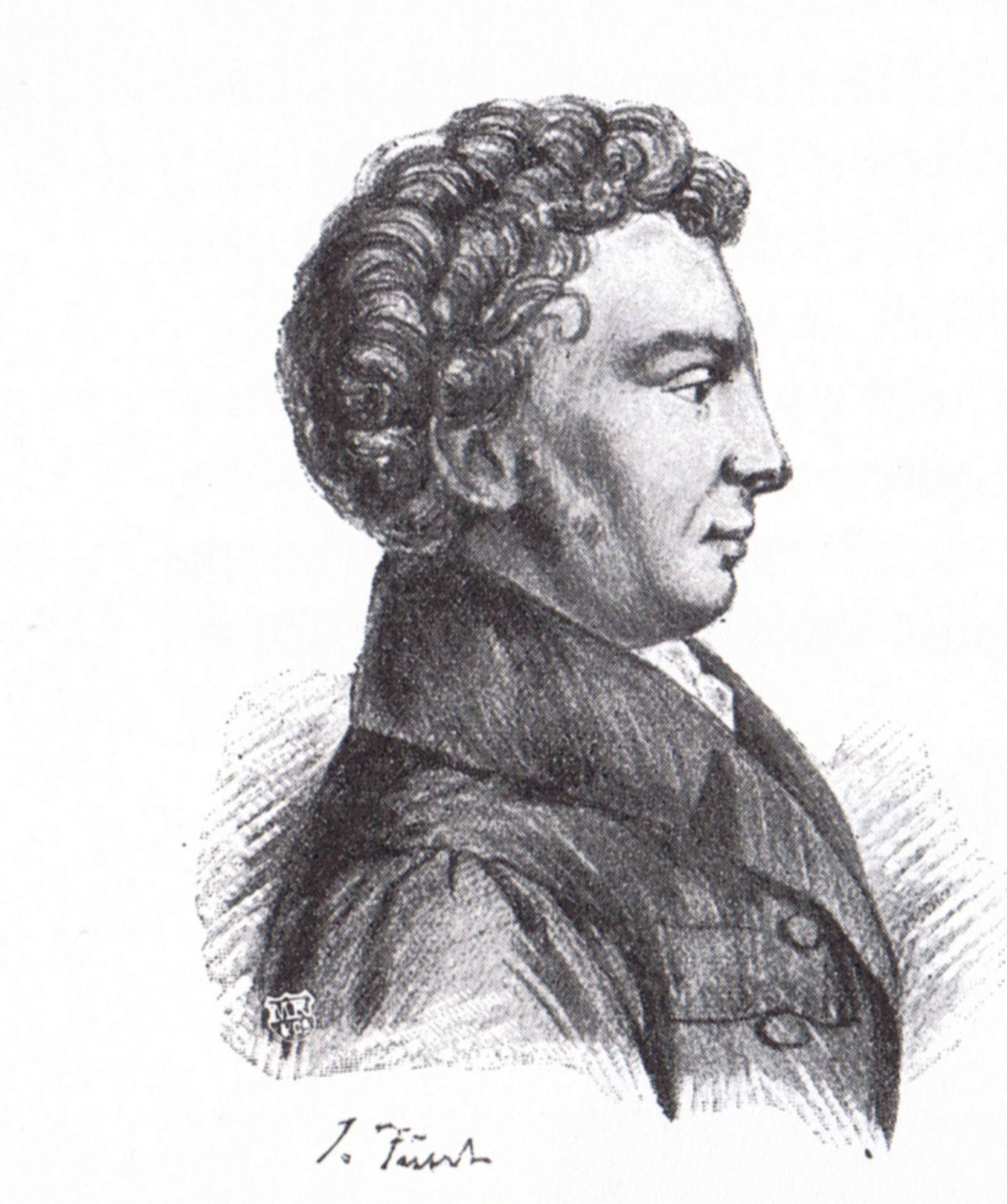
Uwe Jens Lornsen, Zeichnung von Christian Peter Hansen (um 1830)

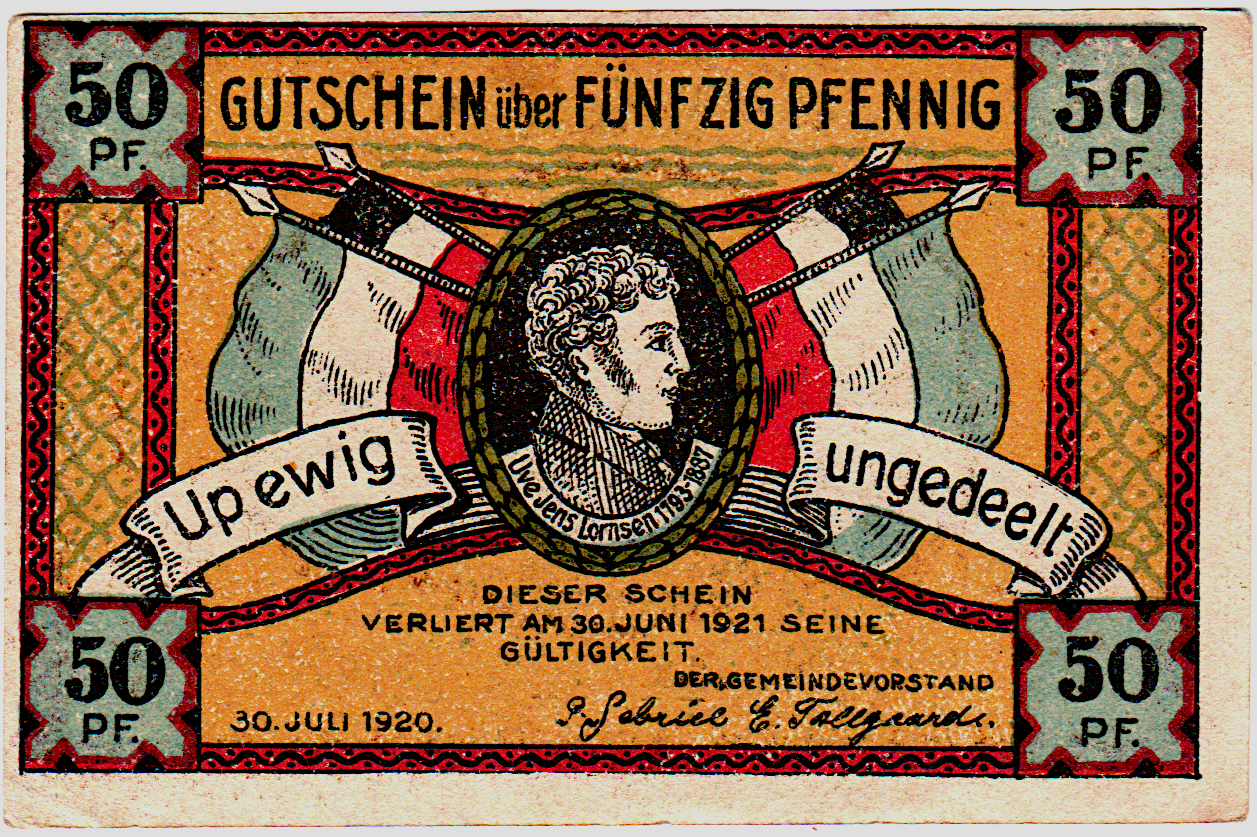
Uwe Jens Lornsens auf einem Notgeldschein aus Steinfeld, von 1920.

Uwe Jens Lornsen (* 18. November 1793 in Keitum auf Sylt; † 12. Februar 1838 in Collonge-Bellerive am Genfersee) war ein deutscher Jurist und Beamter der dänischen Regierung. Durch seine Schrift Ueber das Verfassungswerk in Schleswigholstein wurde er zum Vorkämpfer eines vereinten und unabhängigeren Schleswig-Holsteins.

## Leben

### Jugend und Studium

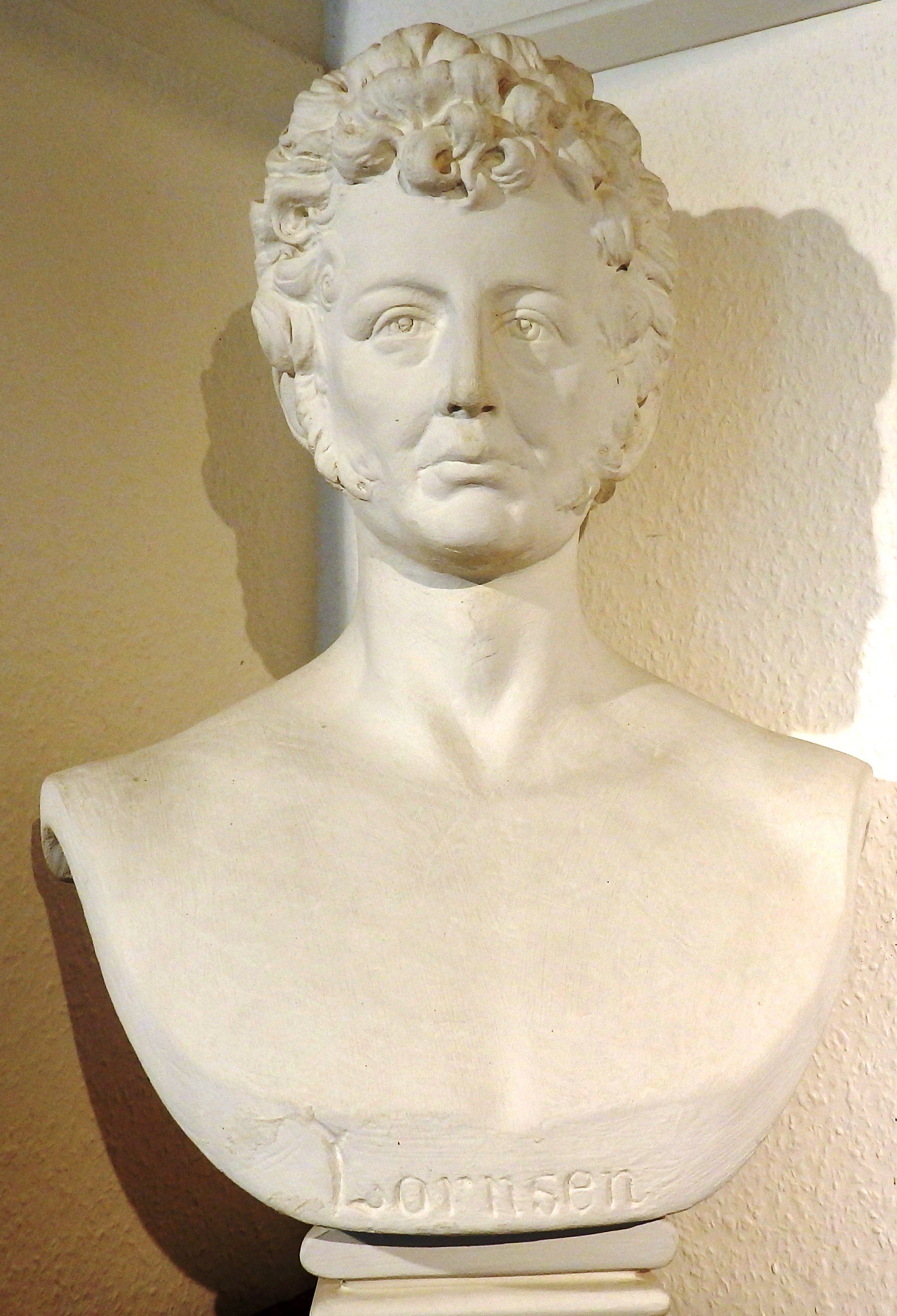
Zeitgenössische Büste Lornsens, Heimatmuseum Keitum

Lornsen stammte aus einer bedeutenden Sylter Familie von friesischen Seefahrern; sein Vater Jürgen Jens Lornsen (1756–1843) war Kapitän und Sylter Ratmann. Uwe Jens Lornsen, der dritte und einzige das Säuglingsstadium überlebende Sohn, hätte diesen Beruf auch ergriffen, hätte nicht der Seekrieg zwischen Dänemark und dem Vereinigten Königreich (siehe Geschichte Dänemarks und Seeschlacht von Kopenhagen) das verhindert. Er besuchte stattdessen von 1811 an Schulen in Tondern und Schleswig und studierte ab 1816 in Kiel und ab 1818/19 in Jena die Rechte. Während seines Studiums wurde er 1816 Mitglied der Alten Kieler Burschenschaft und der Burschenschaft Teutonia zu Kiel. In Jena gehörte er, nachdem er 1818 Mitglied geworden war, dem Vorstand der Urburschenschaft an und befand sich damit nach der Ermordung August von Kotzebues durch den Urburschenschafter Karl Ludwig Sand im Jahr 1819 und den darauf folgenden Karlsbader Beschlüssen im Blickfeld der Geheimpolizei Metternichs. In Jena stand Lornsen unter dem nachwirkenden Einfluss der Philosophie Johann Gottlieb Fichtes. Er legte im Oktober 1820 sein Staatsexamen in Kiel ab, wirkte kurzzeitig als Untergerichtsadvokat in Oldesloe und dann acht Jahre lang in Kopenhagen als Beamter in der Kanzlei für Schleswig, Holstein und Lauenburg.

### Publizistische Tat und Festungshaft
Am 10. Oktober 1830 wurde er auf eigenen Wunsch zum Landvogt auf Sylt ernannt. Auf seiner Reise, um das Amt anzutreten, landete er am 17. Oktober in Kiel, machte sich mit Personen des öffentlichen Lebens bekannt und veröffentlichte dort am 1. November die 14-seitige Schrift Ueber das Verfassungswerk in Schleswigholstein, mit der er eine umfassende Veränderung der politischen Struktur erreichen wollte; er stützte seine Hoffnungen auf die in ganz Europa nachwirkende Julirevolution von 1830. Das Weglassen des Bindestrichs war bereits Programm. Sie fand sofort in 9000 Exemplaren Verbreitung; seither galt Lornsen als Freiheitskämpfer für ein vereintes und von Dänemark weniger abhängiges Schleswig-Holstein, nur „König und Feind“ sollten noch gemeinsam bleiben – Lornsen kann nicht die Idee zugeschrieben werden, Schleswig-Holstein mit Preußen zu verbinden, wie es 1864 geschah. Lornsen ignorierte die Tatsache, dass der Norden Schleswigs überwiegend dänischsprachig war. Alexa Geisthövel hat die Schrift als „Zäsur“ in der schleswig-holsteinischen Frage bezeichnet und als „Auftakt zu ihrer öffentlichen Thematisierung“, der bis 1852 fast 300 Monographien folgten. Der von Lornsen erhoffte „Petitionssturm“ mit einer tatsächlichen politischen Umwälzung blieb jedoch aus. 1832 replizierte der Kieler Professor Christian Paulsen durch Ueber Volksthümlichkeit und Staatsrecht des Herzogthums Schleswig nebst Blicken auf den ganzen dänischen Staat auf Lornsens Schrift, wobei er für die Achtung der dänischen Sprache in Schleswig eintrat; wie Lornsen forderte er jedoch auch eine Modernisierung des absolutistischen Staates. Damit begann der Nationalitätenkampf in Schleswig.
Lornsen trat sein Amt auf Sylt an, wurde aber bereits am 24. November 1830, nach wenigen Tagen, auf Betreiben von König Frederik VI. verhaftet, weil er weiterhin agitierte. Leidenschaftlich erklärte er dem Amtmann in Tondern, er werde nicht ruhen, sondern sehe es als seine „Pflicht an, seine Landsleute aufzuklären“. Er wurde am 31. Mai 1831 seines Amtes enthoben und zu „mildester Festungshaft von einem Jahr“ verurteilt. Diese saß er 1831/32 in Friedrichsort, dann in Rendsburg ab. Wegen ähnlicher Forderungen nach einer liberalen Verfassung in Dänemark war Jacob Jacobsen Dampe noch 1820 als Hochverräter zum Tode verurteilt, dann jedoch zu 20 Jahren Haft begnadigt worden.

### Exil, Rückkehr und Tod

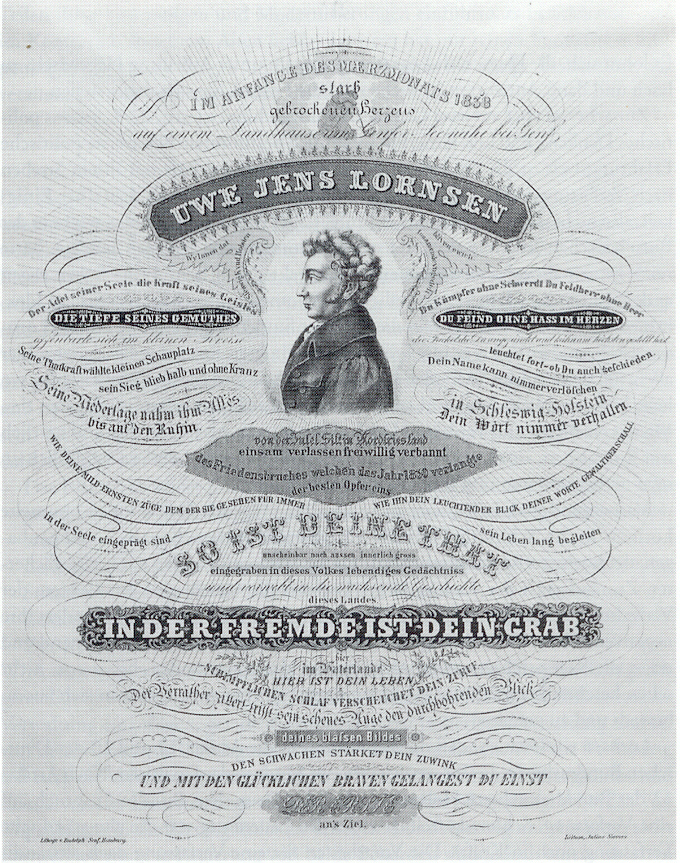
Gedenkblatt von 1838

1833 reiste er hochverschuldet nach Rio de Janeiro, um sich dort von einer schweren Krankheit heilen zu lassen, von deren Existenz er überzeugt war, ohne dass sie genau bestimmt werden konnte. Zugleich entzog er sich so der reaktionären Demagogenverfolgung in Europa. In Rio de Janeiro unterzog er sich, von seinem Kieler Freund Franz Hermann Hegewisch unterstützt, schweren Kuren und arbeitete an Die Unions-Verfassung Dänemarks und Schleswig-Holsteins, seinem juristisch-historischen Vermächtnis, das Georg Beseler posthum im Jahr 1841 herausgab. 1837 kehrte er nach Europa zurück, weil seine Schwester Erkel – die einzige, die das Erwachsenenalter erreicht hatte – schwer erkrankt war. Er hielt sich selbst für ansteckend krank und war von ebenso vagen wie heftigen Schuldgefühlen erfüllt. Als er in Genf vom Suizid der Schwester erfuhr, gab er den Plan, nach Sylt zurückzukehren, auf. Ein Versuch, bei dem Genfer Homöopathen Charles Pêchier Hilfe und Heilung zu finden, schlug fehl. Er hielt seine Krankheit für unheilbar und ansteckend und sich selbst daher für einen Verderben bringenden Menschen. Neuere Historiker haben die Vermutung geäußert, Lornsen sei manisch-depressiv gewesen; Silke von Bremen vermutet Hypochondrie. Er beendete sein Hauptwerk und erschoss sich am Genfersee am Fuß des Mont Salève. Er wurde auf dem Friedhof der Gemeinde Vandœuvres in der Nähe des Dorfes Pressy, in dem er zuletzt gewohnt hatte, beerdigt. Die Grabstelle wurde nicht gepflegt, der Friedhof Mitte des 19. Jahrhunderts aufgelöst, sodass vom Grab nichts erhalten ist.

## Rezeption und Ehrungen

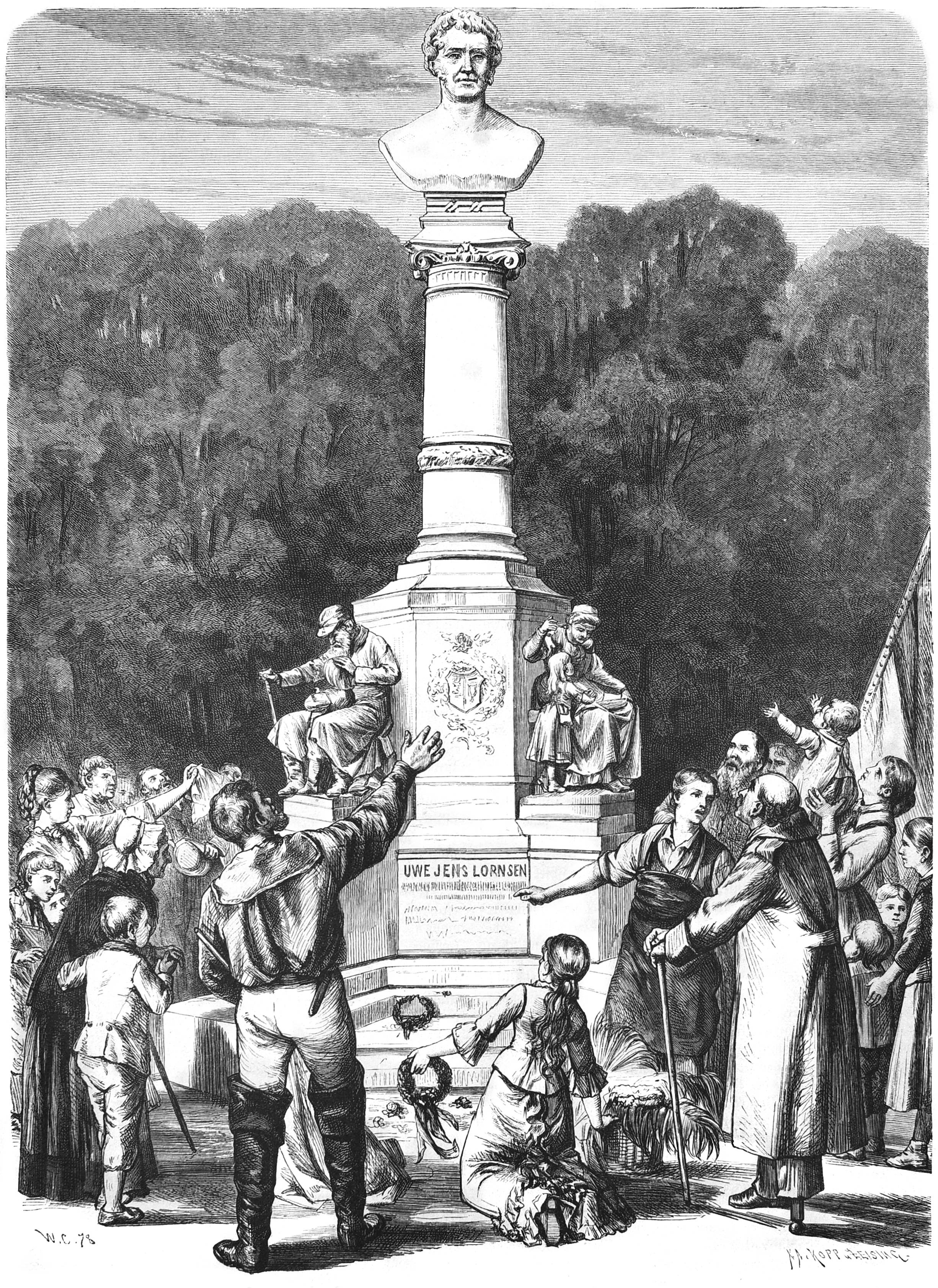
Einweihung des Lornsen-Denkmals in Rendsburg, in: Die Gartenlaube (1879)

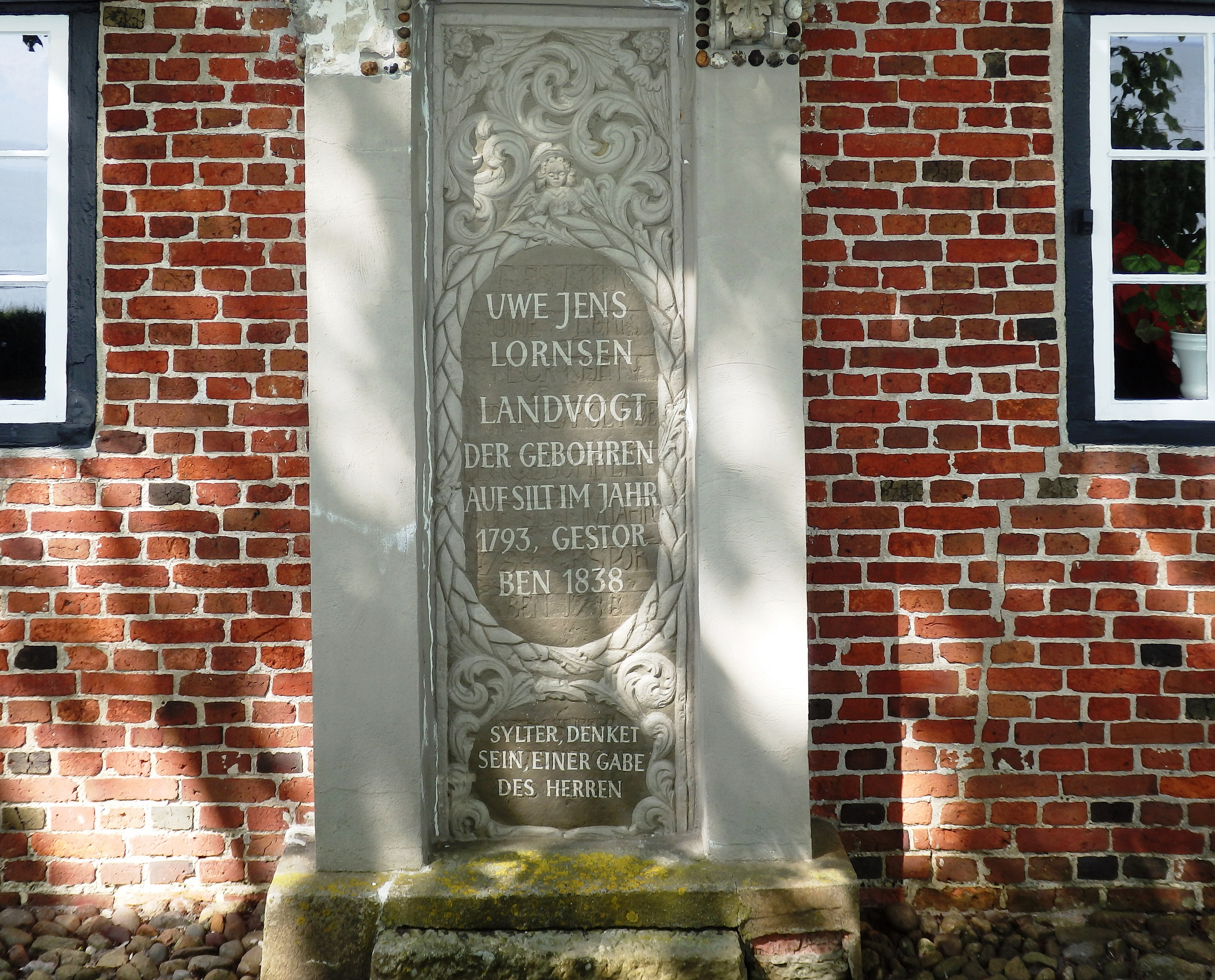
Gedenkplatte am Altfriesischen Haus in Keitum

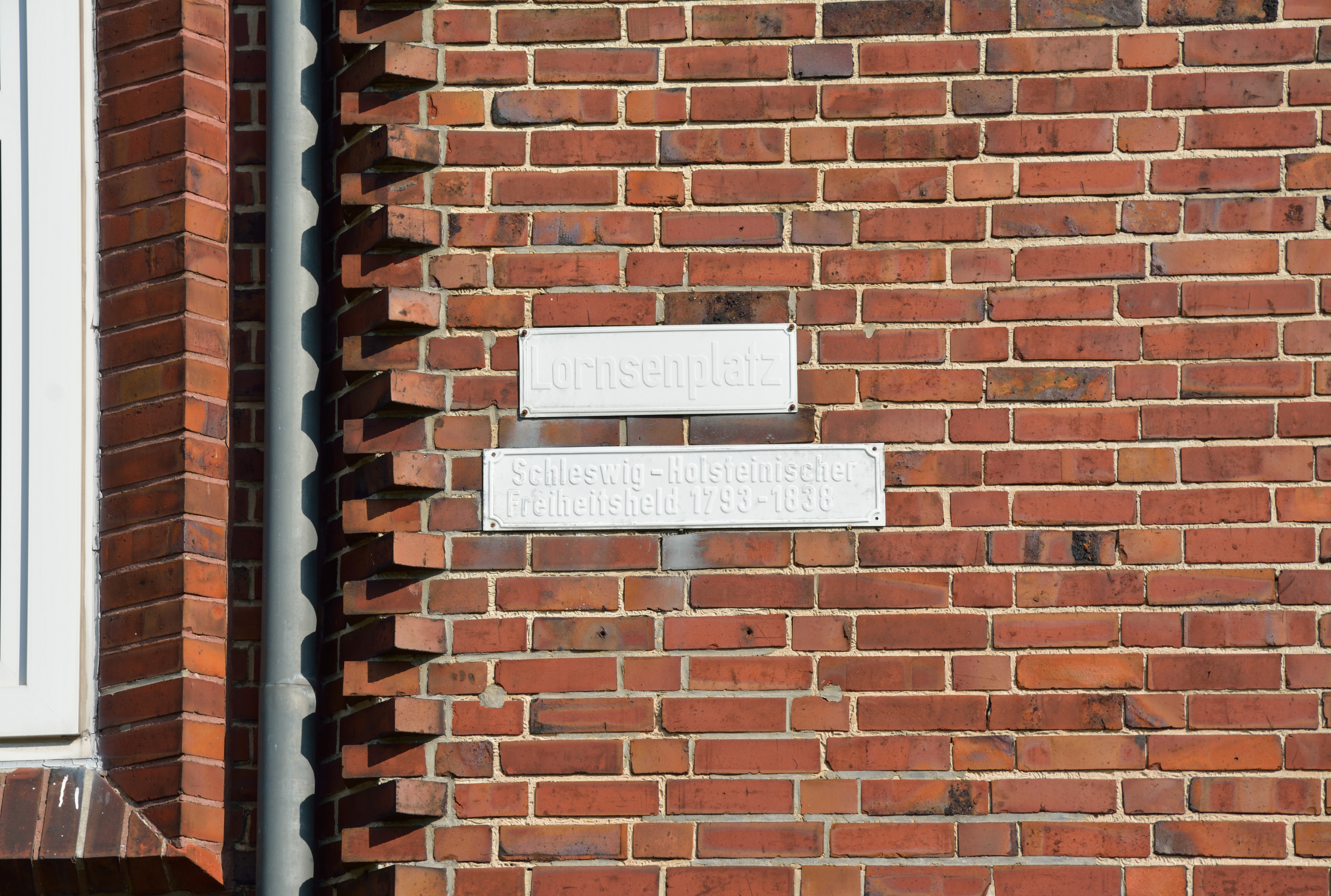
Straßenschild in Itzehoe

Durch seine Schriften, das Exil und den tragischen Tod ist Lornsen zur geheimnisumwitterten Symbolfigur der schleswig-holsteinischen Bewegung geworden. Als einer der ersten äußerte er den Gedanken, der Schlüssel für die deutsche Einheit liege in Schleswig-Holstein (siehe den Deutsch-Dänischen Krieg vor der Reichsgründung).
1878 wurde Lornsen zu Ehren in Rendsburg, wo er sich in Festungshaft befunden hatte, ein Denkmal errichtet und in Anwesenheit von neun- bis zehntausend Schaulustigen eingeweiht (Lage). Auf diesem wird er als der „erste Märtyrer der Sache Schleswig-Holsteins“ bezeichnet, auch wenn sein Tod nicht auf politischer Verfolgung beruht. – In Lornsens Geburtsort Keitum steht ein 1895 enthülltes Denkmal mit einem von Bildhauer Wilhelm Wandschneider modellierten Porträtrelief.
An der Fassade des Keitumer Altfriesischen Hauses befindet sich eine Gedenkplatte für Lornsen. Das ebenfalls in Keitum befindliche Sylter Heimatmuseum widmet dem Leben und Werk Lornsens eine eigene Abteilung. Westerland ehrt ihn mit dem „Lornsenweg“, und der höchste Punkt der Insel – die Uwe-Düne in Kampen – ist nach ihm benannt. In Schleswig-Holstein erinnern „Lornsenstraßen“ vielerorts an den Vorkämpfer der Einheit Schleswig-Holsteins, unter anderem in Bad Segeberg, Bredstedt, Eckernförde, Elmshorn, Flensburg, Heide, Husum, Kellinghusen, Kiel, Neumünster, Niebüll, Quickborn, Rendsburg, Schenefeld und Süderbrarup. In Hamburg-Altona, das zu Lornsens Zeit dänisch war, sind ebenfalls eine Straße und ein Platz nach ihm benannt. Insgesamt tragen 27 Straßen seinen Namen (Stand Januar 2018). In Schleswig ist die Lornsenschule eines der dortigen Gymnasien. In Kiel trägt die kleinste Schule der Stadt den Namen Uwe-Jens-Lornsen-Schule. Mit der Lornsen-Kette zeichnet der Schleswig-Holsteinische Heimatbund seit 1953 Personen aus, die sich um die Förderung der Kultur in Schleswig-Holstein besonders verdient gemacht haben.
Das Wasserstraßen- und Schifffahrtsamt Tönning hat seit 1937 drei Schiffen den Namen Uwe Jens Lornsen gegeben. Bei der aktuellen Uwe Jens Lornsen handelt es sich um ein am 30. März 1999 in Dienst gestelltes Vermessungsschiff mit Heimathafen Tönning.
In Itzehoe gibt es eine Lornsenstraße und einen Lornsenplatz.

## Schriften

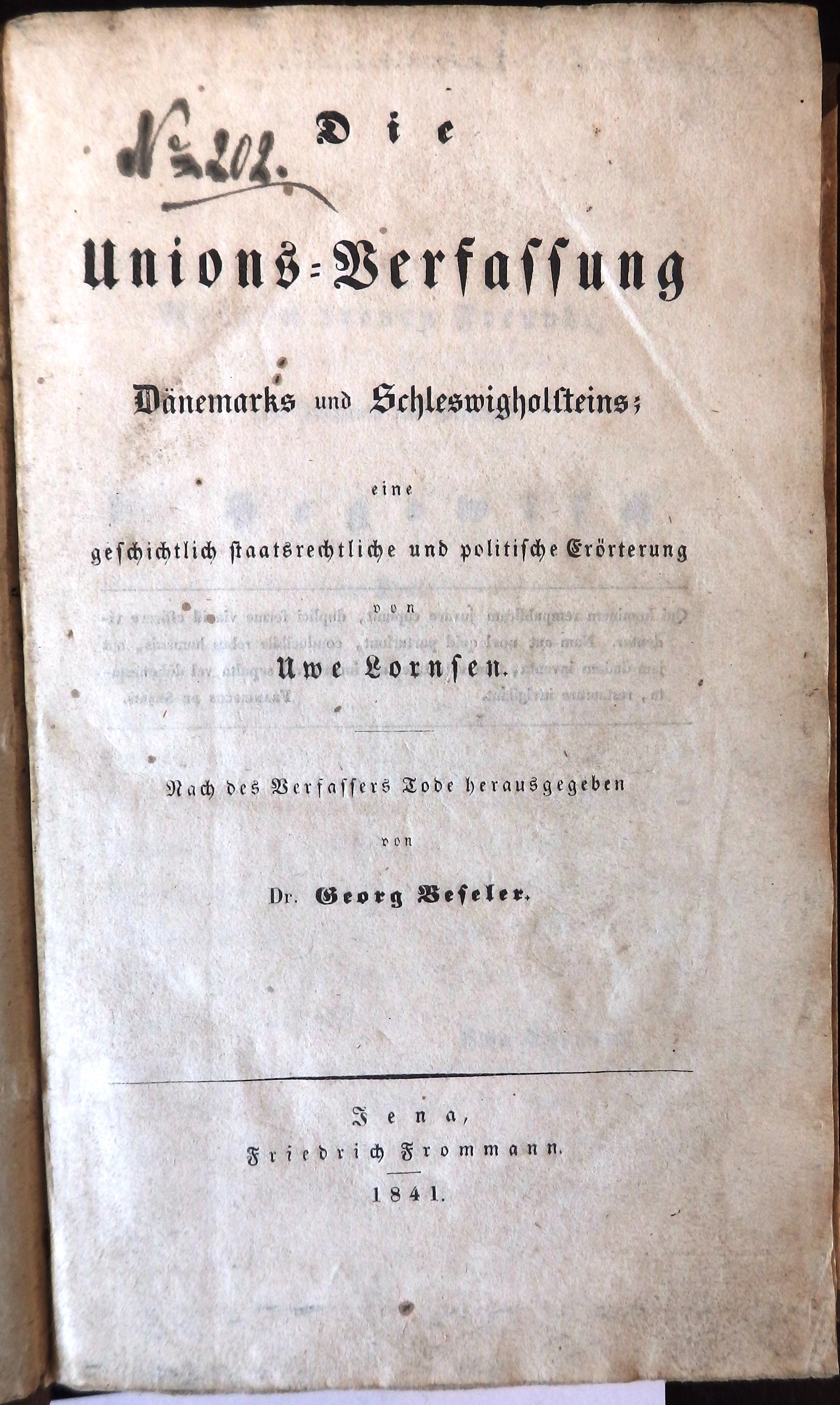
Titelblatt Die Unionsverfassung Dänemarks und Schleswigholsteins, 1841

- Ueber das Verfassungswerk in Schleswigholstein. Mohr, Kiel 1830 (Digitalisat).
- Die Unions-Verfassung Dänemarks und Schleswigholsteins. Eine geschichtlich staatsrechtliche und politische Erörterung. Hrsg. von Georg Beseler. Frommann, Jena 1841 (Digitalisat).

## Briefe
- Ein Brief U. J. Lornsens. Mitgeteilt von J. H. Eckart in Heidelberg. In: Zeitschrift der Gesellschaft für Schleswig-Holsteinische Geschichte. Bd. 36, 1906, S. 297 f. (Digitalisat).
- Volquart Pauls (Hrsg.): Briefe an Franz Hermann Hegewisch. J. Bergas, Schleswig 1925.
- G. E. Hoffmann, Wilhelm Jessen (Hrsg.): Uwe Jens Lornsens Briefe an seinen Vater (1811–1837) (= Schriften der baltischen Kommission zu Kiel. Bd. 18, ZDB-ID 503392-5 = Veröffentlichungen der Schleswig-Holsteinischen Universitätsgesellschaft. Nr. 29). Hirt, Breslau 1930.
- Alexander Scharff: Uwe Jens Lornsens Brief an Heinrich von Gagern vom 16. 9. 1837. In: Zeitschrift der Gesellschaft für Schleswig-Holsteinische Geschichte. Bd. 79, 1955, S. 288–301.